# Automolis subrosea
Automolis subrosea är en fjärilsart som beskrevs av Sergius G. Kiriakoff 1957. Automolis subrosea ingår i släktet Automolis och familjen björnspinnare. Inga underarter finns listade i Catalogue of Life.